# Фенилацетон
Фенилацетонът (1-фенил-2-пропанон) е химично съединение с формула C9H10O. Течност без цвят или леко жълтеникава, с приятен аромат.

## Синтез
Един от простите примери за органичен синтез на фенилацетон е реакцията на Фридел – Крафтс на бензен с хлорацетон.

## Употреба
Веществото се използва във фармацевтичната промишленост в някои държави при производството на лекарства от групата на психостимулантите.
В Турция например фенилацетонът присъства в почистващи продукти и препарати за отстраняване на петна. В Полша се използва само за научни цели. Нелегално се използва като прекурсор на амфетамин и метамфетамин.